# جيمس ديوار
 جيمس ديوار (بالإنجليزية: James Dewar)‏ زميل بالجمعية الملكية (20 سبتمبر 1842، 27 مارس 1923) هو عالم كيميائي وفيزيائي إسكتلندي. أكثر أعماله شهرة اليوم هو اختراعه دورق ديوار الذي استخدمه أثناء أبحاثه المُكثفة والمستفيضة عن إسالة الغازات. بالأضافة إلى اهتمامه الخاص بالتحليل الطيفي الذري والجزيئي، واستمر عمله في هذه المجالات العلمية لأكثر من 25 عامًا.

## فترة الطفولة
وُلد جيمس ديوار في كينكاردين أون فورث عام 1842، وهو الأصغر بين إخوته الستة. وفقد والديه عندما كان في عمر الخامسة عشر وتلقى تعليمه العالي بجامعة أكاديمية دولر وجامعة إدنبرة، حيث درس تحت إشراف أستاذه اللورد بلاي فير، ولاحقًا أصبح مساعده الخاص. كما درس أيضًا تحت إشراف أوجست كيكولي (August Kekulé) بجامعةخنت.

## الحياة العملية
وفي عام 1867، اقترح ديوار العديد من الصيغ الكيميائية للبنزين. ومن المفارقات أن إحدى الصيغ الكيميائية التي لا تمثل البنزين بشكلٍ صحيح ولم يتم تقديمها من قبل ديوار لا تزال تُعرف باسم بنزين ديوار.
يُغطي عمله العلمي مجالاً واسعًا حيث إن أوراقه الأولى تُناقش العديد من المواضيع؛ مثل الكيمياء العضوية، الهيدروجين وثوابتها الفيزيائية، بحث عن درجات الحرارة المرتفعة، درجة حرارة الشمس والشرارة الكهربائية، المضوائية (الفوتومترية) الكيميائية والتركيب الكيميائي للقوس الكهربائي.
قام بدراسة التأثير الفيزيولوجي للضوء مع جون غراي ماكيندريك (J. G. McKendrick)، البروفيسور بجامعة جلاسكو، كما قام بفحص التغيرات التي تحدث في الحالة الكهربائية للشبكية تحت تأثيره. وفي عام 1878، بدأ سلسلة طويلة من الملاحظات الطيفية مع زميله بجامعة كامبريدج البروفيسور جي. دي. ليفينج G. D. Living، وتم تخصيص الملاحظات الأخيرة للفحص الطيفي للعديد من العناصر الغازية التي انفصلت عن هواء الغلاف الجوي نتيجة تعرضها لدرجات الحرارة المنخفضة ثم انضم إلى جون أمبروز فلمنج (J. A. Fleming) البروفيسور بكلية لندن الجامعية، في دراسة السلوك الكهربائي للمواد المُبرّدة لتعرضها لدرجات حرارة منخفضة جدًا.

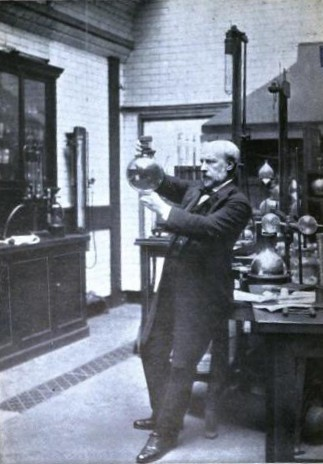
سير جيمس ديوار أثناء العمل

يرجع سبب شهرته الشديد لما قدمه من إنجازات حول إسالة ما يسمى بالغازات المستمرة والدائمة وأبحاثه حول قلة درجات الحرارة بشكلٍ كبير حتى تقترب من الصفر المطلق. بدأ اهتمامه بالفيزياء والكيمياء منذ 1874 عندما ناقش «الحرارة الكامنة للغازات السائلة» "Latent Heat of Liquid Gases" أمام الجمعية البريطانية. وفي عام 1878 قام بإلقاء محاضرة مساء يوم جمعة في المعهد الملكي لمناقشة عمل لويس بول كايتيه الحديث وراؤول بيكتيت، متحدثًا لأول مرة في بريطانيا العظمى عن كيفية عمل جهاز كايتيه. وبعد ست سنوات لاحقة ناقش أبحاث زيجمونت فلورينتي وروبليوسكي (Zygmunt Florenty Wróblewski) وكارول أولسزيوسكي (Karol Olszewski) كما ناقش ووضح علنًا لأول مرة عملية إسالة الأكسجين والهواء. وبعد ذلك بوقتٍ قصير بنى ديوار آلة تُساعد على استخلاص الغاز السائل من خلال صمام يستخدم كعامل تبريد، وقبل استخدام الأكسجين السائل في عمله البحثي عن النيازك، في نفس الوقت تقريبًا تمكن أيضًا من الحصول على الأكسجين في حالته الصلبة.
وبحلول عام 1891، صمم وبنى آلية لاستخلاص الأكسجين السائل بكمياتٍ كبيرة يمكن استخدامها في العمليات الصناعية وبنهاية هذا العام أوضح أن كلاً من الأكسجين والأوزون السائل ينجذبان بشدة للمغناطيس. وخلال عام 1892 خطرت له فكرة استخدام وعاء مُغلّف لتخزين الغازات السائلة وحفظها - دورق ديوار (والذي عُرف فيما بعد بالتُرموس أو الحنجور) - وبفضل هذا الاختراع أصبح أكثر شهرة. أثبت الوعاء فعاليته في حفظ الحرارة فأصبح من الممكن الحفاظ على السوائل لفتراتٍ طويلة نسبيًا، بالأضافة إلى إمكانية ملاحظة خواصّها البصرية. بالرغم من الانتشار الواسع لوعاء الحفظ خاصته لم يجن ديوار أي أرباح - حيث خسر دعواه القضائية ضد ترموس بخصوص براءة اختراعه. وعلى الرغم من الاعتراف بأن ديوار هو المخترع الأول «للوعاء»، ولكن بسبب عدم وجود براءة اختراع فلا يوجد ما يمنع ترموس من استخدام التصميم.
ثم قام باختبار صنبور هيدروجين عالي الضغط فأنتج درجات حرارة منخفضة نتيجة تأثير جول-تومسون قادته النتائج الناجحة التي توصل إليها إلى بناء تبريد استرجاعي آلة تبريد ضخمة بالمعهد الملكي. وباستخدام هذه الآلة عام 1898 تم الحصول على الهيدروجين السائل وجمعه لأول مرة ثم في عام 1899 تم الحصول على الهيدروجين في حالته الصلبة.حاول ديوار تسييل الغاز الأخير المتبقي وهو الهيليوم؛ الذي يتكثف إلى سائل عند تعرضه إلى درجة حرارة تصل إلى −268.9 درجة مئوية، لكن نتيجة مواجهته لبعض الصعوبات والعوامل منها عدم وجود كمية كافية من الهيليوم للعمل بها، سبقه هايك كامرلينغ أونس (Heike Kamerlingh Onnes) وتقدم عليه ليصبح أول شخص يُنتج الهيليوم السائل عام 1908. ولاحقًا فاز أونس بجائزة نوبل في الفيزياء بفضل بحثه عن خواص المادة في درجات الحرارة المنخفضة وبالرغم من ترشح ديوار عدة مرات إلا أنه لم يفز بجائزة نوبل قط.
وفي عام 1905 قام بفحص ودراسة قدرات الفحم النباتي الامتصاصية للغاز عند تبريده نتيجة تعرضه لدرجات حرارة منخفضة والتي يمكن الاستفادة منها في تجارب أخرى في الفيزياء الذرية وكما استخدم بحثه ذلك في إنتاج ترموس أعلى جودة. واصل ديوار بحثه حول خواص العناصر في درجات الحرارة المنخفضة، خاصة درجة الحرارة المنخفضة قياس الحرارة، حتى اندلاع الحرب العالمية الأولى خسر المعهد الملكي عددًا كبيرًا من العاملين في الجهد الحربي؛ سواء كان قتالاً أو أدوارًا علمية وبعد انتهاء الحرب لم يستكمل ديوار بحثه الهام مرة أخرى. وتضاعفت المشكلات وزادت حدتها نتيجة قلة أعداد العلماء. ناقش بحثه خلال الحرب وبعدها التوتر السطحي في فقاعات الصابون بشكلٍ أساسي، بدلاً من استكمال بحثه عن خواص المادة في درجات الحرارة المنخفضة.

## الجوائز والأوسمة
بالرغم من عدم تكريم الأكاديمية السويدية لديوار قط، إلا أنه قد تم تكريمه من قبل العديد من المعاهد الأخرى داخل بريطانيا وخارجها في حياته وبعد مماته. اختارته الجمعية الملكية ليصبح عضوا بها في يونيو عام 1877 ومنحته العديد من جوائزها تكريمًا وتقديرًا لأعماله مثل ميدالية رامفورد عام (1894)، ميدالية دايفي عام (1909)، وميدالية كوبلي عام (1916) كما دعته ليُلقي محاضرة Bakerian عام 1901. وفي عام 1899، كان أول الحاصلين على ميدالية هوبكينز الذهبية من مؤسسة سميثسونيان، واشنطن، العاصمة، لإسهامه في إثراء معلوماتنا عن طبيعة وخواص هواء الغلاف الجوي.
وفي عام 1904 كان أيضًا أول مرشح بريطاني يحصل على ميدالية لافوازييه من الأكاديمية الفرنسية للعلوم، وفي عام 1906 كان أول الحائزين على ميدالية ماتوشي من الجمعية الإيطالية للعلوم. وتم منحه لقب «نبيل» عام 1904 كما منحته جمعية أدنبرة الملكية جائزة غانينغ فيكتوريا اليوبيل عام 1990 حتى عام 1904، وفي عام 1908 حصل على ميدالية ألبرت من قبل جمعية الفنون. وقد سُميت الفوهة القمرية باسمه تكريمًا له ولذكراه.
ظل جيمس ديوار في منصبه كرئيس قسم الكيمياء بالمعهد الملكي رافضًا التقاعد حتى وفاته في لندن عام 1923. وتم حرق جثته بمحرقة غولدرز جرين وتم الاحتفاظ بالرماد هناك.

## وصلات خارجية
- جيمس ديوار على موقع الموسوعة البريطانية (الإنجليزية)
- جيمس ديوار على موقع إن إن دي بي (الإنجليزية)

1. 1 2  Encyclopædia Britannica | Sir James Dewar (بالإنجليزية), QID:Q5375741
2. 1 2  Brockhaus Enzyklopädie | James Dewar (بالألمانية), OL:19088695W, QID:Q237227
3. 1 2  Gran Enciclopèdia Catalana | James Dewar (بالكتالونية), Grup Enciclopèdia, QID:Q2664168
4. 1 2  www.accademiadellescienze.it | James Dewar (بالإيطالية), QID:Q107212659
5. ↑  А. М. Прохорова, ed. (1969), Большая советская энциклопедия: [в 30 т.] (بالروسية) (3rd ed.), Москва: Большая российская энциклопедия, Дьюар Джеймс, OCLC:14476314, QID:Q17378135
6. ↑  А. М. Прохорова, ed. (1969), Большая советская энциклопедия: [в 30 т.] (بالروسية) (3rd ed.), Москва: Большая российская энциклопедия, Дьюар Джеймс, OCLC:14476314, QID:Q17378135
7. 1 2  www.accademiadellescienze.it (بالإيطالية), QID:Q107212659
8. ↑  "Award winners : Copley Medal" (بالإنجليزية). Royal Society. Retrieved 2018-12-30.
9. ↑  "Award winners : Davy Medal" (بالإنجليزية). Retrieved 2018-12-30.
10. ↑   https://www.thersa.org/about/albert-medal/past-winners. {{استشهاد ويب}}: |url= بحاجة لعنوان (مساعدة) والوسيط |title= غير موجود أو فارغ (من ويكي بيانات) (مساعدة)
11. ↑   https://royalsociety.org/grants-schemes-awards/awards/rumford-medal/. {{استشهاد ويب}}: |url= بحاجة لعنوان (مساعدة) والوسيط |title= غير موجود أو فارغ (من ويكي بيانات) (مساعدة)
12. ↑  Proceedings of the Royal Society, 1867, vol. 6, p. 82
13. ↑  Baker and Rouvray, Journal of Chemical Education, 1978, vol. 55, p. 645
14. 1 2 3  James، Frank. "Dewar, James". Chemistry Explained. Advameg Inc. مؤرشف من الأصل في 2019-04-06. اطلع عليه بتاريخ 2008-05-22.
15. ↑  "Library and Archive Catalogue". Royal Society. مؤرشف من الأصل في 2020-04-18. اطلع عليه بتاريخ 2010-11-27.